# 개발대군
개발대군(일본어: 開発隊群 가이하쓰타이군[*], 영어: Maritime warfare Research and Development Command (MRDC))는 해상자위대 자위함대산하의 군사 기술 연구 및 개발 군(群, 무리 군)급 부대이다. 가나가와현 요코스카시 후나고시정 7-73 (요코스카 기지 후나고시 지구)에 해장보가 군 사령으로 임명되는 사령부를 두고 있다.
이 부대에는 육상자위대의 개발실험단, 항공자위대의 항공개발실험집단이 대응된다.

## 역사

### 실용실험대
1954년 11월, 요코스카 지방대 총감부 산하에 実用実験係 실험실험계가 신설되었다.
1956년 5월, 계급 부서에서 実用実験所 실용실험소로 개별 조직으로 독립되었다.
1960년 1월 16일, 実用実験隊→실용실험대가 창설되었다.

### 개발대군
1973년 10월 16일, 자위함대 산하 プログラム業務隊→프로그램 업무대 창설되었다.
1978년 7월 1일, 실용실험대와 해상훈련지도대는 병합하고, 장비실험대, 운용개발대를 창설 자위함대 산하에 개발지도대군이 창설되었다. 제1,2,3,4,11해상훈련지도대, 가고시마 실험소를 산하에 두었고, 호위함 유키카제 (DD-102)를 실험함으로 지정하였다.
1981년 10월 31일, 프로그램 업무대 산하에 아쓰기 항공기지를 지원하기 위한 프로그램 업무분견대가 창설되었다.
1983년 1월부터 유키카제는 특무함으로 개조되어 개발대군을 떠났다.
2002년 3월 22일, 개발지도대군이 개발대군으로 개편되었다. 지휘통신개발대, 함정개발대, 항공프로그램개발대가 창설되었다. 실험함 구리하마와 아스카가 개발대군에 배치되었다.
2012년 4월, 쿠리하마가 실험함에서 퇴역하고 해상자위대 함정표에서 재적되었다.
2015년 12월 1일, 가고시마 실험소가 음향측정소로 개편되고, 해군업무대잠지원군으로 전속하였다.
2020년 4월 1일, 실험한 아스카가 함정개발대 산하로 전속하였다.
2023년 4월 1일, 함정개발대, 지휘통신개발대는 해체, 해상시스템개발대, 기술평가개발대가 창설되고, 실험함 아스카는 기술평가개발대로 전속하였다.

## 산하 조직

### 현재
현재 아쓰기 지구의 항공프로그램개발대를 뺀 모든 조직은 船越地区 후나고시 치쿠[*]→후나고시 지구에 있다.
- 사령부
- 해상시스템개발대(Maritime Warfare System Development Center (MDC))[2]; 2023년 4월 1일, 창설
- 기술평가개발대(Technical Evaluation and Evelopment Center (TDC))[3]; 2023년 4월 1일, 창설
  - 실험함 JS 아스카 AOE-6102
- 항공프로그램개발대(Air-Systems Programming Center (APC))[4] - 아쓰기 해군 비행장; 2002년 3월

### 이전
- 함정개발대; 2002년 3월, 창설 ~ 2023년 4월 1일, 해체
- 지휘통신개발대; 2002년 3월, 창설 ~ 2023년 4월 1일, 해체

### 1978년 7월 1일
- 사령부
- 장비실험대
- 운용개발대
- 제1해상훈련지도대
- 제2해상훈련지도대
- 제3해상훈련지도대
- 제4해상훈련지도대
- 제11해상훈련지도대
- 가고시마 실험소
- JDS 유키카제 DD-102/ASU-7003

## 기록

### 계보
- 1978년 7월 1일, 開発指導隊群→개발지도대군
- 2002년 3월 22일, 開発隊群→개발대군

### 소속
1. 자위함대; 1978년 7월 1일

## 같이 보기
- 방위성 기술개발본부
- 육상자위대 개발실험단
- 항공자위대 항공개발실험집단

## 인용
1. ↑  “沿革”. 《開発隊群ホームページ》 (일본어). 2025년 4월 21일에 확인함.
2. ↑  “海上システム開発隊”. 《開発隊群ホームページ》 (일본어). 2025년 4월 21일에 확인함.
3. ↑  “技術評価開発隊”. 《開発隊群ホームページ》 (일본어). 2025년 4월 21일에 확인함.
4. ↑  “航空プログラム開発隊”. 《開発隊群ホームページ》 (일본어). 2025년 4월 21일에 확인함.
5. ↑  “部隊編成”. 《開発隊群ホームページ》 (일본어). 2025년 4월 21일에 확인함.